# Републикански път III-118
Републикански път IIІ-118 е третокласен път, част от републиканската пътна мрежа на България изцяло на територията на област Плевен. Дължината му е 27 км.
Пътят започва от 196,8 км на Републикански път II-11 в град Гулянци и по цялото си протежение преминава по левия бряг на река Вит през Средната Дунавска равнина през селата: Комарево, Подем и Победа и град Долна Митрополия. След града пътят достига до Републикански път I-3 при 94,4 км.
| Пътища, отклоняващи се надясно (населено място, № на пътя, посока на пътя) | Км   | Пътища, отклоняващи се наляво (посока на пътя, № на пътя, населено място) |
| -------------------------------------------------------------------------- | ---- | ------------------------------------------------------------------------- |
| Община Гулянци, II-11, 196,8 км гр. Гулянци →                              | 0,0  | → гр. Гулянци, 196,8 км, II-11, Община Гулянци                            |
|                                                                            | 4,2  | → общински път (за с. Крета                                               |
| Община Долна Митрополия                                                    | 5,3  | Община Долна Митрополия                                                   |
| с. Комарево                                                                | 9,5  | с. Комарево                                                               |
| с. Подем                                                                   | 14,3 | → с. Подем общински път (за с. Рибен)                                     |
|                                                                            | 17,2 | → общински път (за с. Божурица)                                           |
| (за гр. Тръстеник) общински път с. Победа ←                                | 19,3 | → с. Победа общински път (за с. Биволаре)                                 |
| (до с. Брегаре) III-3004 5,9 км гр. Долна Митрополия ←                     | 24,2 | ← гр. Долна Митрополия 5,9 км III-3004 (от гр. Плевен)                    |
| Община Плевен                                                              | 26,1 | Община Плевен                                                             |
| (за с. Горна Митрополия) общински път ←                                    | 26,7 |                                                                           |
| I-3, 94,4 км ←                                                             | 27,0 | ← 94,4 км, I-3                                                            |